# Laurens De Plus
Laurens De Plus (Aalst, 4 september 1995) is een Belgisch wielrenner die anno 2022 rijdt voor INEOS Grenadiers.

## Carrière
De Plus maakte in 2013 deel uit van de Belgische wielerclub Cube-Spie-Douterloigne. In 2013 werd hij onder meer vijfde in het eindklassement van de Ronde van Valromey en achtste in het eindklassement van de Ronde van Lunigiana, een meerdaagse juniorenwedstrijd in Italië. Eind 2013 maakte Laurens de overstap naar Lotto Soudal U23 om daar als belofte aan de slag te gaan. In zijn eerste jaar als belofte liet zich enkele malen van voren zien in wedstrijden als de Tour des Pays de Savoie en de Ronde van de Aostavallei. De Plus begon het seizoen 2015 op fantastische wijze door te winnen in de nationale wedstrijd Gent-Staden, de eerste wedstrijd van de Belgische Topcompetitie. In mei werd De Plus vijfde in de Ardense Pijl. Twee weken later werd hij tweede in het eindklassement van de Ronde van de Isard nadat hij hierin tweemaal tweede en eenmaal vierde werd in een etappe. Eind mei werd hij vierde in het eindklassement van de Vredeskoers voor beloften, een driedaagse wedstrijd in Tsjechië. Halverwege juli won De Plus de eerste rit in lijn in de Ronde van de Aostavallei, waarna hij achter Robert Power de tweede plaats in het eindklassement veroverde.
In 2016 nam De Plus deel aan de wegwedstrijd op de Olympische Spelen in Rio de Janeiro, maar reed deze niet uit.
In 2017 reed De Plus de Ronde van Italië. Hij sprong enkele keren mee in een ontsnapping, maar kwam nooit verder dan een tiende plaats. Dit was in de elfde etappe, met aankomst in Bagno di Romagna.
In 2019 komt hij in de julimaand prominent in beeld op 23-jarige leeftijd in dienst van de Nederlander Steven Kruijswijk.

## Persoonlijk
Laurens de Plus is de broer van Jasper De Plus.

## Overwinningen
2015
Punten- en jongerenklassement Ronde van de Isard
1e etappe Ronde van de Aostavallei
Puntenklassement Ronde van de Aostavallei
2018
 UCI Ploegentijdrit in Innsbruck
2019
1e etappe UAE Tour (ploegentijdrit)
2e etappe Ronde van Frankrijk (ploegentijdrit)
Eindklassement BinckBank Tour

## Resultaten in voornaamste wedstrijden
| Jaar | Ronde van Italië | Ronde van Frankrijk | Ronde van Spanje |
| ---- | ---------------- | ------------------- | ---------------- |
| 2016 |                  |                     |                  |
| 2017 | 24e              |                     |                  |
| 2018 |                  |                     | opgave           |
| 2019 | opgave           | 23e                 |                  |
| 2020 |                  |                     |                  |
| 2021 |                  |                     |                  |
| 2022 |                  |                     |                  |
| 2023 | 10e              |                     | opgave           |
| 2024 |                  | 15e                 | opgave           |
| 2025 |                  |                     |                  |

| Jaar | Ronde van Vlaanderen | Amstel Gold Race | Luik-Bast.‑Luik | Ronde van Lombardije | Waalse Pijl | Brabantse Pijl |  | WK op de weg |  | Wereldranglijsten |
| ---- | -------------------- | ---------------- | --------------- | -------------------- | ----------- | -------------- |  | ------------ |  | ----------------- |
| 2016 |                      |                  | 61e             |                      | 58e         |                |  |              |  |                   |
| 2017 |                      |                  | 92e             | opgave               | 51e         | 10e            |  |              |  | 228e (UWT)        |
| 2018 |                      |                  |                 | opgave               |             |                |  | opgave       |  | 169e (UWT)        |
| 2019 |                      |                  | 17e             |                      | 15e         |                |  |              |  | 124e (UWR)        |
| 2020 |                      |                  | opgave          |                      | 133e        |                |  |              |  |                   |
| 2021 |                      |                  |                 |                      |             |                |  |              |  |                   |
| 2022 |                      | opgave           | 101e            | opgave               | opgave      | 12e            |  |              |  |                   |
| 2023 |                      |                  | 17e             |                      |             |                |  |              |  |                   |
| 2024 | 71e                  |                  | 31e             |                      | opgave      |                |  | opgave       |  |                   |
| 2025 |                      |                  | 81e             |                      |             |                |  |              |  |                   |

## Ploegen
- 2016 –  Etixx-Quick Step
- 2017 –  Quick-Step Floors
- 2018 –  Quick-Step Floors
- 2019 –  Team Jumbo-Visma
- 2020 –  Team Jumbo-Visma
- 2021 –  INEOS Grenadiers
- 2022 –  INEOS Grenadiers
- 2023 –  INEOS Grenadiers
- 2024 –  INEOS Grenadiers
- 2025 –  INEOS Grenadiers

Alaphilippe · Boonen · Bouet · Brambilla · Contreras · de la Cruz · De Plus · Gaviria · Jungels · Keisse · Kittel · Lampaert · Maes · D. Martin · T. Martin   · Martinelli · Meersman · Richeze · Sabatini · Serry · Štybar · Terpstra · Trentin · Vakoč · Vandenbergh · Van Keirsbulck · Velits · Vermote · Verona · Wiśniowski · Costa (stagiair) · García (stagiair) · Sisr (stagiair)
Alaphilippe · Bauer · Boonen (tot 09/04) · Brambilla · Capecchi · Cavagna · de la Cruz · De Plus · Declercq · Devenyns · Gaviria · Gilbert · Jungels · Keisse · Kittel · Lampaert · Martin · Martinelli · Mas · Richeze · Sabatini · Schachmann · Serry · Štybar · Terpstra · Trentin · Vakoč · Velits · Vermote · Hodeg (stagiair) · Kasperkiewicz (stagiair)
Alaphilippe · Asgreen · Capecchi · Cavagna · De Plus · Declercq · Devenyns · Gaviria · Gilbert · Hodeg · Jakobsen · Jungels · Keisse · Knox · Lampaert · Martinelli · Mas · Mørkøv · Narváez · Richeze · Sabatini · Schachmann  · Sénéchal · Serry · Štybar · Terpstra · Vakoč · Viviani
Van Aert · Bennett · Bouwman · De Plus · Dumoulin · Eenkhoorn · Foss · Gesink · Groenewegen · Harper · Hofstede · Jansen · Kruijswijk · Kuss · Leezer · Lindeman · Martens · Martin · Pfingsten · Roglič   · Roosen · Teunissen · Tolhoek · Van der Hoorn · Van Emden · Vingegaard · Wynants
Amador · Van Baarle · Basso · Bernal · Carapaz  · Castroviejo · De Plus · Dennis · Doull · Dunbar · Ganna     · Geoghegan Hart · Gołaś · Hayter · Henao · Kwiatkowski · Martínez · Moscon · Narváez · Pidcock (vanaf 1 februari) · Porte ·  Puccio · Rivera · Rodriguez · Rowe · Sivakov · Sosa · Swift · Thomas · Wurf · Yates · Plapp (stagiair)
Amador · Bernal · Carapaz  · Castroviejo · De Plus · Dunbar · Fraile · Ganna   · Geoghegan Hart · E. Hayter · Heiduk · Kwiatkowski · Martínez · Narváez · Pidcock · Plapp · Porte ·  Puccio · Rivera · Rodriguez · Rowe · Sheffield · Sivakov · Swift · Thomas · Tulett · Turner · Van Baarle · Viviani · Wurf · Yates · L. Hayter (stagiair)